# Shūichi Ikeda

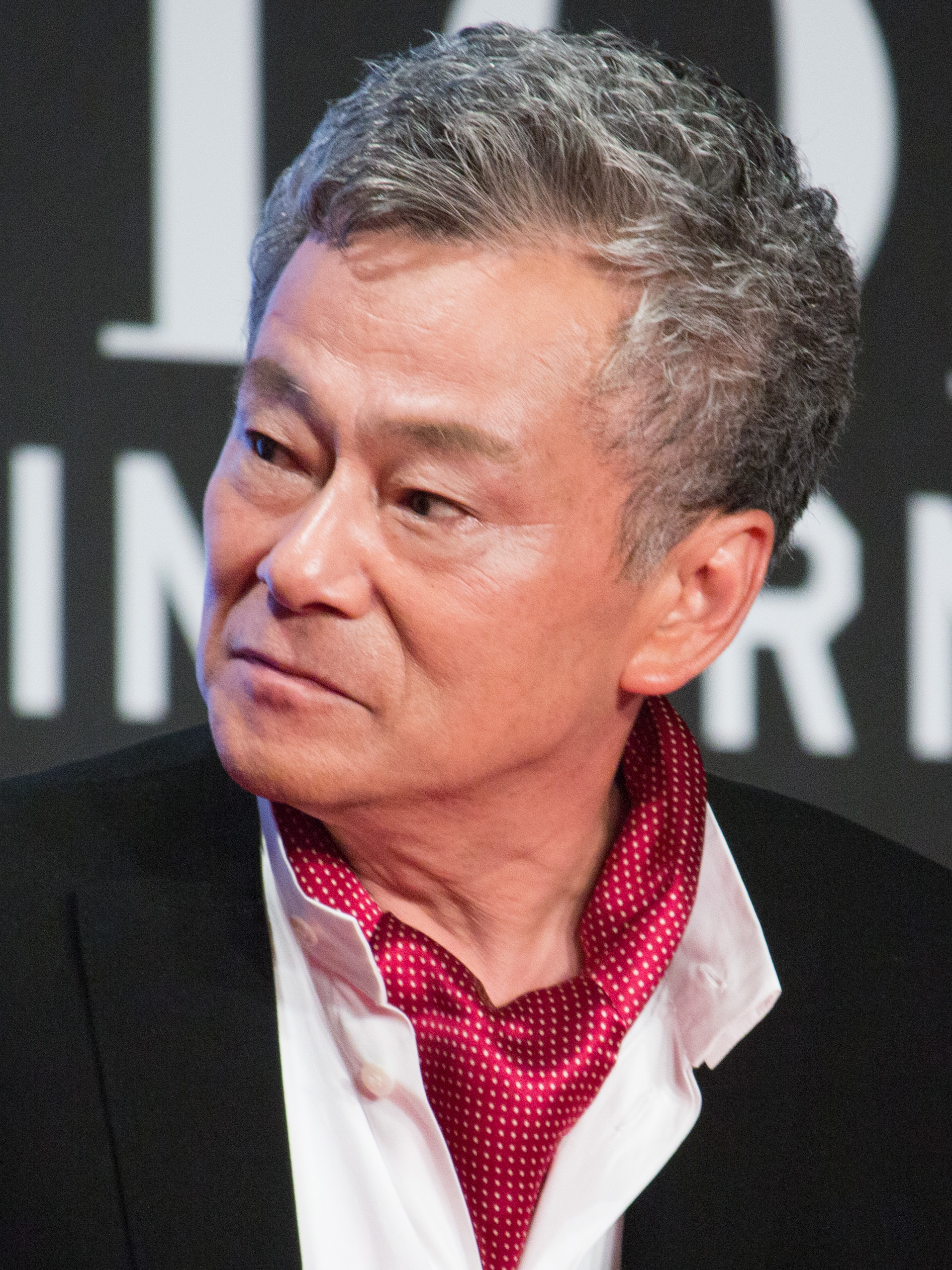
Shuichi Ikeda em 2015 no Festival Internacional de Cinema de Tóquio

Shūichi Ikeda (池田 秀 一, Ikeda Shūichi?) é um seiyū veterano nascido em 02 de dezembro de 1949 em Tóquio, Japão. Ikeda é casado com Sakiko Tamagawa, e já foi casado com Keiko Toda. Ele atualmente trabalha para a Tokyo Actor's Consumer's Cooperative Society. Ele é mais conhecido por seu papel como Char Aznable em várias séries Gundam. O tipo sanguíneo de Ikeda é O.